# جون لانج (ممثل)
جون لانج (بالدنماركية: Jon Lange)‏ هو ممثل دانمركي، ولد في 28 مارس 1980.

## وصلات خارجية
- جون لانج على موقع IMDb (الإنجليزية)
- جون لانج على موقع ألو سيني (الفرنسية)
- جون لانج على موقع أول موفي (الإنجليزية)
- جون لانج على موقع قاعدة بيانات الأفلام السويدية (السويدية)
- جون لانج على موقع قاعدة بيانات الفيلم (الإنجليزية)
- جون لانج على موقع كينوبويسك (الروسية)